# دیگو ریواس (بازیکن فوتبال، زاده ۱۹۸۷)
دیگو ریواس (انگلیسی: Diego Rivas؛ زادهٔ ۲۷ مهٔ ۱۹۸۷) بازیکن فوتبال اهل اسپانیا است.
از باشگاه‌هایی که در آن بازی کرده‌است می‌توان به باشگاه فوتبال لوگو، باشگاه فوتبال رئال مورسیا، باشگاه فوتبال آلباسته بالومپیه، باشگاه فوتبال الچه، باشگاه فوتبال ایبار، باشگاه فوتبال اوکلند سیتی، و باشگاه ورزشی تنریف اشاره کرد.